# Мария Петерс
Мария Петерс (на нидерландски: Maria Peters) е нидерланска филмова продуцентка, режисьорка, сценаристка и писателка на произведения в жанра драма. Съоснователка е на филмовата компания „Shooting Star Film“.

## Биография и творчество
Мария Петерс е родена на 30 март 1958 г. във Вилемстад, Кюрасао. Получава бакалавърска степен по право от Амстердамския университет. След това следва в Холандската филмова академия в Амстердам, където завършва филмово изкуство през 1983 г. с късометражния игрален филм „Alle vogels vliegen“ (Всички птици летят). След дипломирането си работи върху различни продукции във филмовата индустрия.
През 1987 г., заедно със съпруга си Дейв Шрам и Ханс Пос, основават филмовата продуцентска компания „Shooting Star Filmcompany“ в Амстердам. За компанията пише сценарии, режисира и продуцира филми.
През 2018 г. е режисьор на филма „De dirigent“ (Диригентката), който е вдъхновен от истинската история на Антония Брико – първата жена диригент, застанала начело на най-големите симфонични оркестри в Европа и САЩ, като дори води концерт в Ню Йорк, с оркестър, съставен само от жени. През 2019 г. е филмът е развит в романа ѝ „Диригентката“.
Мария Петерс живее със семейството си в Амстердам. Двамата ѝ сина Куинтен и Теса Шрам са актьори.

## Филмография

### Режисура
- Schijntijd (1981)
- Alle vogels vliegen (1983)
- De Tasjesdief (1995)
- Lovely Liza (1997)
- De Angst van Zorg (1997)
- Een echte hond (1998)
- Kruimeltje (1999)
- Eerste kind op de maan (2001)
- Pietje Bell: De film (2002)
- Pietje Bell 2: De Jacht op de Tsarenkroon (2003)
- My Skateboard (2004)
- Afblijven (2006)
- Sonny Boy (2011)
- De groeten van Mike! (2012)
- De Dirigent. Biopic over Antonia Brico (2018)

### Продуцент
- Loos (1989)
- Spelen of sterven (1990)
- Daens (1992)
- Transit (1992)
- De nietsnut (1994)
- Brylcream Boulevard (1995)
- De Tasjesdief (1995)
- Blind Date (1996)
- Lovely Liza (1997)
- Een echte hond (1998)
- De Pijnbank (1998)
- Left Luggage (1998)
- Johnny ATB (1999)
- Kruimeltje (1999)
- Eerste kind op de maan (2001)
- Baby Blue (2001)
- Bella Bettien (2002)
- Pietje Bell, de Film (2002)
- Spagaat (2002)
- Pietje Bell 2: De Jacht op de Tsarenkroon (2003)
- My Skateboard (2005)
- Film(s)hit (2005)
- Dalziel and Pascoe (2005)
- Boks (2006)
- Ongewisse Tijd (2006)
- Afblijven (2006)
- Timboektoe (2007)
- Kapitein Rob en het geheim van professor Lupardi (2007)
- Radeloos (2008)
- Filmspot (2008)
- Rico's Vleugels (2009)
- Lover of loser (2009)
- Sonny Boy (2011)
- De groeten van Mike! (2012)

## Произведения

### Самостоятелни книги
- De jacht op de tsarenkroon (2003) – с Крис ван Абкуде
- Ich will alles und noch mehr: Ausgebrannt auf dem Weg zur Perfektion (2015)
- De Dirigent (2019) – за Антония Брико
Диригентката, изд.: „Унискорп“, София (2021), прев. Милена Генова

### Сценарии
- Schijntijd (1981)
- Alle vogels vliegen (1983)
- De Tasjesdief (1995)
- Een echte hond (1998)
- Kruimeltje (1999)
- Pietje Bell: De film (2002)
- Pietje Bell 2: De Jacht op de Tsarenkroon (2003)
- My Skateboard (2005)
- Afblijven (2006)
- Timboektoe (2007)
- Radeloos (2008)
- Lover of loser (2009)
- Sonny Boy (2011)
- De groeten van Mike! (2012)
- Spijt! (2013)